# Чуртан (Пермский край)
Чурта́н — посёлок в Гайнском районе Пермского края.

## История
По данным на 1 июля 1963 года населённый пункт входил в состав Плесинского сельсовета.
До 2006 года находился в составе Сёйвинского сельсовета, до 2019 года входил в состав Сёйвинского сельского поселения.

## Географическое положение
Располагается на левом берегу реки Каменка в 28 км к юго-западу от районного центра — посёлка Гайны, в 6 км к востоку от села Сёйва, и в 280 км к северо-западу от Перми.

## Население
| 2010 | 2021 |
| ---- | ---- |
| 195  | ↘120 |

По данным на 1 июля 1963 года, в посёлке проживало 964 человека>.